# Ærø község
Ærø község (dánul: Ærø Kommune) Dánia 98 községének (kommune, helyi önkormányzattal rendelkező közigazgatási egység) egyike. A Syddanmark régióban található.  Lakosainak száma 6290 fő (2016).